# Timár Ila
Timár Ila, Ilona (Debrecen, 1900. szeptember 25. – ?, 1991. február 13.) magyar színésznő.

## Életútja
Timár István osztrák-magyar fiókbankhivatali eljáró és Móritz (Móricz) Róza leányaként született. Kereskedelmi érettségit tett, majd 1922-ben az Országos Színészegyesület színiiskoláját abszolválta. Mint diáklány nagy sikerrel lépett fel Mariházy Miklós társulatánál a Csárdáskirálynő Stázi szerepében. Már növendékként tagja volt a Városi Színháznak, ahol a Búcsúkeringő egyik előadásán tűnt fel. Kellemes, lágyan csengő hangja, megjelenése az ismert primadonnák közé emelte. Többször volt Sebestyén Gézánál (Miskolc), Palágyi Lajosnál (Szeged), de huzamosabb időt Kardoss Géza társulatánál töltött Debrecenben (1922–1933). 1926. szeptember 23-án Szolnokon feleségül ment a nála 12 évvel idősebb Terényi Gedeon Miklós magánhivatalnokhoz. 1929 szeptemberében a Belvárosi Színházban hosszabb ideig sikerrel vendégszerepelt a Nászéjszaka című operettben. Játszott Kecskeméten is. Az 1940-es évektől csak vendégszereplőként tűnt fel.

## Fontosabb szerepei
- Oscar Straus: Búcsúkeringő – Chochotte
- Giuseppe Verdi: A trubadúr – Leonora
- Giuseppe Verdi: Rigoletto – Gilda
- Erkel Ferenc: Hunyadi László – Gara Mária
- Jacques Offenbach: Hoffmann meséi – Antónia